# 캔자스시티 치프스

캔자스시티 치프스(영어: Kansas City Chiefs)는 미국 미주리주 캔자스시티에 본거지를 둔 NFL팀이다. AFC 서부지구에 소속되어 있다. 1970년(4회), 2020년(54회),, 2023년(57회), 2024년(58회)에 슈퍼볼에서 우승함으로 모두 4회 우승한 기록을 가지고 있다.
캔자스시티는 2024년 2월 12일 미국 네바다주 라스베이거스 얼리전트 스타디움에서 열린 제58회 슈퍼볼에서 샌프란시스코 포티나이너스에 25-22로 극적인 역전승을 거두며 통산 4번째 우승을 차지했다. 이는 지난해에 이어 2년 연속우승이었으며, 슈퍼볼 ‘연속 우승’기록으로는 2004∼2005년 뉴잉글랜드 패트리어츠 이후 19년만에 달성한 것이었다. 캔자스시티는 최근 5년 동안 4차례 슈퍼볼에 진출해, 3번 우승 트로피를 들어 올려 왕조를 구축했다.
한편, 제58회 슈퍼볼 우승을 기념하는 퍼레이드가 2024년 2월 14일(현지 시간)에 미주리주 캔자스시티에서 펄쳐지던 중에 총기난사 사고가 벌어져 사상자가 발생하기도 했다.